# Корж, Евгений Евгеньевич
Евгений Евгеньевич Корж (род. 12 декабря 1970, Уссурийск, Приморский край, РСФСР) – глава администрации Уссурийского городского округа с декабря 2014 года по настоящее время. В 2014 году помощник Губернатора Приморского края Владимира Миклушевского. Член партии «Единая Россия».

## Биография
Евгений Корж родился 12 декабря 1970 года в Уссурийске. В 1986 году поступил в Уссурийское суворовское военное училище. Окончил его в 1988 году. Следующие два года проходил службу в Вооруженных силах.
В 1991 году был учеником обрубщика чугунного литья на Уссурийском станкостроительном заводе «Товарищ». Затем год работал автослесарем на Уссурийском пассажирском автотранспортном предприятии № 2. Затем Евгений Корж ушел в бизнес.
В 1992 году совместно с Владимиром Горовым и Вадимом Засыпкиным (более известный как Вадим Дымов, руководитель крупной мясной компании) учредил Товарищество с ограниченной ответственностью «Бохай». Компания занималась морским пассажирским транспортом и была ликвидирована в 2011 году. В 1995-1996 годах был исполнительным директором ЗАО «Диотоп».
С 1996 года был заместителем директора по строительству в уссурийской компании ООО «Рынок», основной вид деятельности которой аренда и управление собственным или арендованным нежилым недвижимым имуществом.
В 2007 году вступил в партию «Единая Россия».
В 2008 году окончил Приморскую государственную сельскохозяйственную академию по специальности «Механизация сельского хозяйства».
В 2010 году стал директором по развитию мясоперерабатывающей компании ООО «Ратимир».
В 2012 году был избран депутатом в Городскую Думу Владивостока. Входил в Комитет по экономической политике и муниципальной собственности. В 2014 году стал помощником губернатора Приморского края. В августе того же года был назначен исполняющим обязанности главы администрации города Уссурийска. В декабре 2014 года после того, как мэр Уссурийска Сергей Рудица, ставший в апреле того же года фигурантом уголовного дела о халатности, сложил полномочия – Евгений Корж стал главой администрации Уссурийского городского округа при этом для гарантированного избрания Коржа, были внесены изменения в Устав Уссурийского городского округа отменявшие выборы мэра всенародным голосованием.
На выборах в Думу Владивостока в 2017 году Евгений Корж профинансировал избирательные кампании как минимум 7 кандидатов.

## Аресты и уголовные дела
В 2017 году Евгений Корж был замешан в деле о махинациях. Корж и вице-губернатор Приморья Евгений Вишняков были задержаны сотрудниками ФСБ, чиновники подозревались в злоупотреблениях при реализации программы газификации при строительстве микрорайона Радужный в Уссурийске по программе «Жилье для российской семьи». Вишняков отвечал за подготовку документов по газификации микрорайона. И когда составлял контракт, завысил его стоимость на 53 млн рублей.
В 2018 году Корж оказался в центре крупного спортивного скандала. Президента футбольной федерации Уссурийска Сергея Вязова обвинили в растрате 60 тыс. рублей. В мае-июне 2018 года на «Ледовой арене» в Уссурийске проходили детские «Президентские спортивные игры». По версии следствия, по их окончании не выплатили зарплату двум работницам, которые занимались медицинским обеспечением соревнований. Всего – 60 тысяч на двоих. Эту историю связывают с давним конфликтом Вязова и Коржа из-за строительства нового дворца спорта в Уссурийске.

## Наводнение и прорыв дамбы
11 августа 2023 г тайфун «Ханун» нанес удар по региону. Очень сильно пострадал город Уссурийск. Там была разрушена дамба стоимостью 300 млн руб. В итоге крупный район «Семь ветров» оказался затоплен. В сети сразу появилась вполне разумная критика данного сооружения, такая как — отсутствие специалистов-гидротехников при проектировании, неэффективность 44-го ФЗ, когда от конкурса до выполнения работ несколько цепочек и снижение цены, что резко влияет на качество, нарушение технологий и пр. В итоге СК возбудил уголовное дело по данному происшествию.
Уссурийск тонет практически каждый год, но власти не спешат защищать город. В 2015 город ушёл под воду во время тайфуна «Гони». На всю Россию тогда прогремела трагедия с утонувшим зоопарком в парке «Зеленый остров». Сейчас, к сожалению, история повторяется — утонувшие звери становятся неизменным спутником потопов Уссурийска.
В 2017-м городу сильно досталось от тайфуна «Нору» под воду ушли села Утесное, Линевичи, Красный Яр и Кугуки. В 2018-м тайфун «Румбия» снова превратил Уссурийск в Венецию, в 2019-м ситуацию повторил тайфун «Кроса».
Супруга мэра Уссурийска Евгения Коржа тоже показала себя не с самой сильной стороны. В ответ на возмущенные комментарии в адрес местных властей, оставленные в социальных сетях жительницей города, пострадавшей от наводнения, Алёна Корж написала «Решили на репортажах подзаработать?».

## Увлечения и личная жизнь
Женат. У Коржа четверо детей: два сына-близнеца (1993 г.р.), дочь (2005 г.р.) и сын (2019 г.р.).
Любит мотокросс и бокс.
В 2018 году доходы Евгения Коржа составили 2,124 млн рублей.

## Награды
- Медаль МЧС России «За содружество во имя спасения»[29]